# Sima Ai
Sima Ai o Sima Yi (司馬乂) (277–304), nom estilitzat Shidu (士度), formalment Príncep Li de Changsha (長沙厲王), va ser un príncep imperial de la Dinastia Jin (265-420) que va servir breument com a regent pel seu germà l'Emperador Hui. Era el cinquè dels vuit prínceps que sovint són associats amb la Guerra dels Vuit Prínceps. Dels vuit, només ell va rebre elogis dels historiadors, per intentar reformar el govern i per la seva cortesia amb el seu germà emperador, que tenia una discapacitat.
Sima Ai va ser el sisè fill de l'Emperador Wu, nascut de la mateixa mare que Sima Wei, el Príncep de Chu. Va ser creat príncep de Changsha el 289. Quan son pare va morir el 290, Sima Ai va ser molt elogiat per la seva pietat filial.